# Vadonaria variegata
Vadonaria variegata är en skalbaggsart som beskrevs av Waterhouse 1882. Vadonaria variegata ingår i släktet Vadonaria och familjen Melolonthidae. Inga underarter finns listade i Catalogue of Life.